# Eugenia Gospodarek-Komkowska
Eugenia Gospodarek-Komkowska (ur. 14 listopada 1956 w Wyrzysku) – polska profesor, kierownik Katedry i Zakładu Mikrobiologii w Collegium Medicum w Bydgoszczy.
Gospodarek ukończyła biologię na Akademii Pomorskiej w Słupsku w 1979. Doktorat w zakresie biologii medycznej ukończyła w 1991. Stopień doktora habilitowanego otrzymała w 2000. Tytuł profesora nadzwyczajnego uzyskała rok później. Tytuł profesora zwyczajnego zaś otrzymała 19 lutego 2014.
W Katedrze Mikrobiologii w Collegium Medicum pracuje od 1986. W 2000 została kierownikiem, zastępując na tym stanowisku profesora Zenona Dudziaka. Od 2001 jest wojewódzkim konsultantem w zakresie mikrobiologii. W 2012 została wybrana prezesem Polskiego Towarzystwa Mikrobiologów.
Została uhonorowana m.in. Srebrnym (2000) i Złotym Krzyżem Zasługi (2011). Jest autorką wielu publikacji oraz komunikatów na konferencjach.